# Epithele malaiensis
Epithele malaiensis är en svampart som beskrevs av Boidin & Lanq. 1983. Epithele malaiensis ingår i släktet Epithele och familjen Polyporaceae.   Inga underarter finns listade i Catalogue of Life.